# Veliki gorganski zid
Veliki gorganski zid (perz. دیوار بزرگ گرگان) je golemi fortifikacijski sustav u Iranu izgrađen tijekom partskog (3. st. pr. Kr. − 3. st.) i sasanidskog razdoblja (3. st. − 7. st.) zbog zaštite plodnih golestanskih polja od provala nomadskih konjica sa sjevernih stepa. Sa 195 km bio je najduži homogeni zid, duži od Antoninovog i Hadrijanovog zida zajedno, a nadmašen je tek 1000 godina kasnije kada je podignut Kineski zid. Obujmom od 12 milijuna m³ predstavlja najveću građevinu starog vijeka, peterostruko veću od Keopsove piramide. Konstrukcija Gorganskog zida sastojala se od desetaka milijuna standardiziranih pečenih opeka gotovo identičnih dimenzija koje su proizvedene na industrijskoj razini. Popratne građevine uz zid uključivale su 33 velike tvrđave, paralelni jarak, te složen sustav kanata i vodovoda za opskrbu iranske vojske.

## Ime
Veliki gorganski zid imenovan je prema obližnjem gradu Gorganu po kojem je nazvana i usporedna rijeka Rud-e Gorgan odnosno ravnica Dašt-e Gorgan. Temeljem pogrešnih arheoloških pretpostavki, prvotno je desetljećima bio poznat pod eurocentričnim anakronizmom Aleksandrov zid (perz. Sad-e Eskandar), no kasnijim istraživanjima utvrđeno je da građevina nije makedonskog podrijetla. Lokalno je poznat i pod imenima Perozov zid (perz. Sad-e Pīrūz) i Anuširvanov zid (perz. Sad-e Anūšīravān), te pod nadimkom Crvena zmija (turkm. Qïzïl Yilan) kojeg je dobio na temelju boje opeka.

## Popularna kultura
Gorganski zid spominje se u Crvenoj zmiji, jednoj od kratkih priča u knjizi Perzijske legende iransko-američke književnice M. Reid. U priči o mladom ljubavnom paru, siromašni mladić Hozroje pokušava osvojiti ruku Parinaz, djevojke iz bogate plemenitaške obitelji. Dobiva opasan zadatak pronalaska jaja u gnijezdu koje se krije daleko nad Gorganskim zidinama, no nakon višednevnog lutanja zidinama pronalazi gnijezdo i snalažljivo skida jaja koristeći se poslaganim opekama.

## Poveznice
- Partsko Carstvo
- Sasanidsko Perzijsko Carstvo

## Vanjske poveznice
- (engl.) K. E. Eduljee: The Wall of Gorgan, Zoroastrian Heritage